# 群馬県立富岡東高等学校
群馬県立富岡東高等学校（ぐんまけんりつ とみおかひがしこうとうがっこう）は、群馬県富岡市にあった県立高等学校。女子校で通称は「東高」（ひがしこう）。
2018年に群馬県立富岡高等学校と統合し閉校した。

## 沿革
- 1909年4月9日 - 北甘楽郡女子実業講習所として開校[2]
- 1921年4月1日 - 北甘楽郡立高等女学校となる
- 1923年4月1日 - 群馬県立富岡高等女学校となる
- 1948年4月1日 - 群馬県立富岡女子高等学校となる
- 1949年11月3日 - 群馬県立富岡東高等学校となる
- 2009年 - 創立100周年となる
- 2018年3月31日 - 群馬県立富岡高等学校と統合し共学化するため閉校

## 学科
- 全日制課程
  - 普通科

## 特色
陸上競技の名門校として知られ、幾多の名選手を輩出している。1983年にはインターハイで女子総合優勝を果たした。
校歌は2部合唱で、作詞：佐藤春夫、作曲：芥川也寸志。1年生がアルトを担当し、2・3年生がソプラノを担当する。
合唱コンクールが年に1度ある。
また、文化祭・体育祭は2年に1度行われる。毎年ある行事は、陸上競技大会、百人一首大会等がある。
音楽部、新体操部、ハンドボール部、囲碁将棋部、新聞部等が高いレベルを誇り実績を残している。

## 制服
昔から変わらない伝統ある制服。白の靴下でスカートはプリーツなし。

## 出身者
- 磯貝美奈子：陸上選手（七種競技、走り幅跳び）
- 細山恵里：陸上選手（砲丸投げ）
- 津金沢利美：陸上選手（400m走、リレー）
- 青井由美子：陸上選手（400mハードル）
- 清水真理子：レスリング選手
- 岩井理江：フリーアナウンサー
- 関根和歌香：NHK山形放送局キャスター
- 茂木英子：群馬県安中市長
- 古今亭駒子：落語家
- 今井美穂：自転車選手